# 馬場雄基
馬場 雄基（ばば ゆうき、1992年〈平成4年〉10月15日 - ）は、日本の政治家。立憲民主党所属の衆議院議員（2期）。

## 来歴
福島県郡山市生まれ。4歳の時に福島市に転居し、以後同市で育つ。父は福島県警察本部事務官、母は保育士。姉との2人姉弟。福島大学附属小学校、福島大学附属中学校、福島県立福島高等学校卒業。2011年、慶應義塾大学法学部政治学科に入学。2012年、国会議員秘書研修を2か月間受ける。2015年3月、慶應義塾大学を卒業。同年4月、三井住友信託銀行に就職。
神戸支店勤務時にボランティアで島根県を訪れ、福島第一原子力発電所事故で避難していた男児と出会ったことが転機となり、福島に戻り復興に携わることを決意する。2017年2月に銀行を退社し、同年、松下政経塾へ入塾（38期）。
この他、福島市の交流施設「アオウゼ」の事業統括コーディネーター、ふくしま地域活動団体サポートセンター連携・人材育成コーディネーターなどを務める。

### 2021年衆議院議員選挙
2021年6月18日、立憲民主党福島県連が、第49回衆議院議員総選挙の福島2区を巡り、馬場に出馬を要請する見通しであることが地元紙で報じられた。6月24日、正式に出馬表明。
福島県内では2区と福島5区において立憲民主党と日本共産党の候補が競合していたが、10月9日に立憲民主党が5区の新人候補を取り下げたことから、2区は馬場で一本化する方向で調整が進められ、10月13日、共産党は次期衆院選に向け、立憲民主党と競合する22の選挙区で候補者を取り下げる方針を発表。その中には福島2区も含まれ、党郡山・安達地区副委員長の平善彦は立候補を見送り、野党一本化が実現した。社民党県連合も馬場の推薦を決定した。
同年10月31日の第49回衆議院議員総選挙に福島2区から立憲民主党の公認を受けて立候補。選挙区では現職の根本匠に敗れるも比例復活にて初当選。この総選挙で唯一の20代当選者となり愛知県選挙区の安江伸夫参議院議員に代わり最年少国会議員となり、東京13区で当選した土田慎と共に初の平成生まれの国会議員となった。
2023年5月23日、立憲民主党は小選挙区の区割り変更に伴い、新福島2区には旧福島3区選出の玄葉光一郎を擁立すると発表。馬場については比例東北ブロック単独1位で処遇することを決めた。2024年10月27日の第50回衆議院議員総選挙の結果、再選。最年少国会議員の座はこの時初当選した大空幸星へ明け渡した。

## 政策・主張

### 憲法問題
- 憲法改正について、2021年のアンケートにおいては「どちらかといえば賛成」と回答、「あくまで議論をすることに対して賛成であり、改憲・護憲という議論だけではなく、広く議論は行われるべきである。」と追記している[17]。
- 憲法9条への自衛隊の明記について、2021年のアンケートで「どちらかといえば反対」と回答[18]。

### ジェンダー問題
- 選択的夫婦別姓制度の導入について、2021年のアンケートで「どちらかといえば賛成」と回答[17]。
- 同性婚を可能とする法改正について、2021年のアンケートで「どちらかといえば賛成」と回答[18]。
- 「LGBTなど性的少数者をめぐる理解増進法案の早期の成立」については、「どちらとも言えない」と回答[17]。
- クオータ制の導入について、2021年のアンケートで「どちらかといえば賛成」と回答[18]。

### その他
- 「原子力発電への依存度について今後どうするべきか」との問題提起に対し、2021年のアンケートで「下げるべき」と回答[18]。
- 新型コロナウイルス対策として、消費税率の一時的な引き下げは「必要」と回答[18]。

## 著書
- 馬場雄基『日本に20代国会議員がいなくなる日: 平成初最年少国会議員誕生のストーリー』国政情報センター、2022年9月15日、150頁。ISBN 978-4877603366。

## 選挙歴
| 当落 | 選挙                   | 執行日         | 選挙区           | 政党       | 得票数    | 得票率 | 定数 | 得票順位 /候補者数 | 政党内比例順位 /政党当選者数 |
| ---- | ---------------------- | -------------- | ---------------- | ---------- | --------- | ------ | ---- | ------------------ | ---------------------------- |
| 比当 | 第49回衆議院議員総選挙 | 2021年10月31日 | 福島県第2区      | 立憲民主党 | 8万5501票 | 45.45% | 1    | 2/2                | 4/4                          |
| 当   | 第50回衆議院議員総選挙 | 2024年10月27日 | 比例東北ブロック | 立憲民主党 | ――票      | ――     | 12   | /                  | 1/4                          |